# Christian Anfinsen
Ifjabb Christian Boehmer Anfinsen (Monessen, Pennsylvania, 1916. március 26. – Randallstown, Maryland, 1995. május 14.) amerikai biokémikus. 1972-ben Stanford Moore-ral és William H. Steinnel megosztva elnyerte a kémiai Nobel-díjat az RNS-bontó enzimekkel, a ribonukleázokkal való munkájáért.

## Tanulmányai
Christian Anfinsen 1916. március 26-án született a pennsylvaniai Monessen kisvárosában. Szülei Bergenből kivándorolt norvégok voltak. Apja, az idősebb Christian Anfinsen eredetileg útépítő mérnökként dolgozott, aki Amerikában acélgyárakban helyezkedett el; anyja pedig Sophie Rasmussen Anfinsen volt. A 20-as években a család Philadelphiába költözött. Christiant 1933-ban felvették a Swarthmore College-be, ahol kémiát tanult és a főiskola futballcsapatában játszott. 1937-ben megkapta diplomáját és jelentkezett a Pennsylvaniai Egyetemre, hogy doktorátust szerezzen szerves kémiából, később azonban érdeklődése a biokémia felé fordult. 1939-ben, miután megkapta mesterfokozatát, az Amerikai Skandináv Alapítvány ösztöndíjával a koppenhágai Carlsberg Laboratóriumban folytatta tanulmányait. Itt fehérjekémiával és az enzimek ionizációjával foglalkozott, ám 1940 áprilisában a náci Németország hadat üzent Dániának, és Anfinsennek vissza kellett térnie az Egyesült Államokba.

## Pályája
Miután hazaérkezett, a Harvard Egyetem doktori programjára jelentkezett, amelyet 1941-ben kezdett el. Témája a retina biokémiája volt. 1943-ban kapta meg PhD-jét, utána pedig a Harvardon oktatta az orvostanhallgatókat, akik a háború alatt gyorsított képzésben részesültek. 1944-46-ban a kormány háborús kutatásainak keretén belül részt vett a maláriaellenes programban és négy cikket publikált a kórokozóval megfertőzött majmok vérének kémiai sajátosságairól.
A háború után 1947-48-ban két évet Svédországban töltött Hugo Theorell laboratóriumában az Orvostudományi Nobel Intézetben. Visszatérése után már docensi állásban dolgozott tovább a Harvardon, majd 1950-ben meghívták a National Institutes of Health (NIH) szívkutatási intézetében a sejtélettani laboratórium vezetésére. Kutatási szabadságait rendre külföldön töltötte, 1954-55-ben előbb Cambridge-ben megtanulta a modern fehérjeszekvenálási módszereket, majd ismét a Carlsberg Intézetben dolgozott a ribonukleáz szerkezetén; 1958-59-ben pedig Izraelben, a Weizman Intézetben töltött el egy évet. 1962-ben biokémiaprofesszorként rövid időre visszatért a Harvardra és a tanszék vezetését is felajánlották neki, ám inkább a NIH biokémiai laboratóriumának vezetői állását fogadta el 1963-ban; ezt a posztot 1981-ig megtartotta. 1982-től a Johns Hopkins Egyetem biológiaprofesszora volt.

## Munkássága

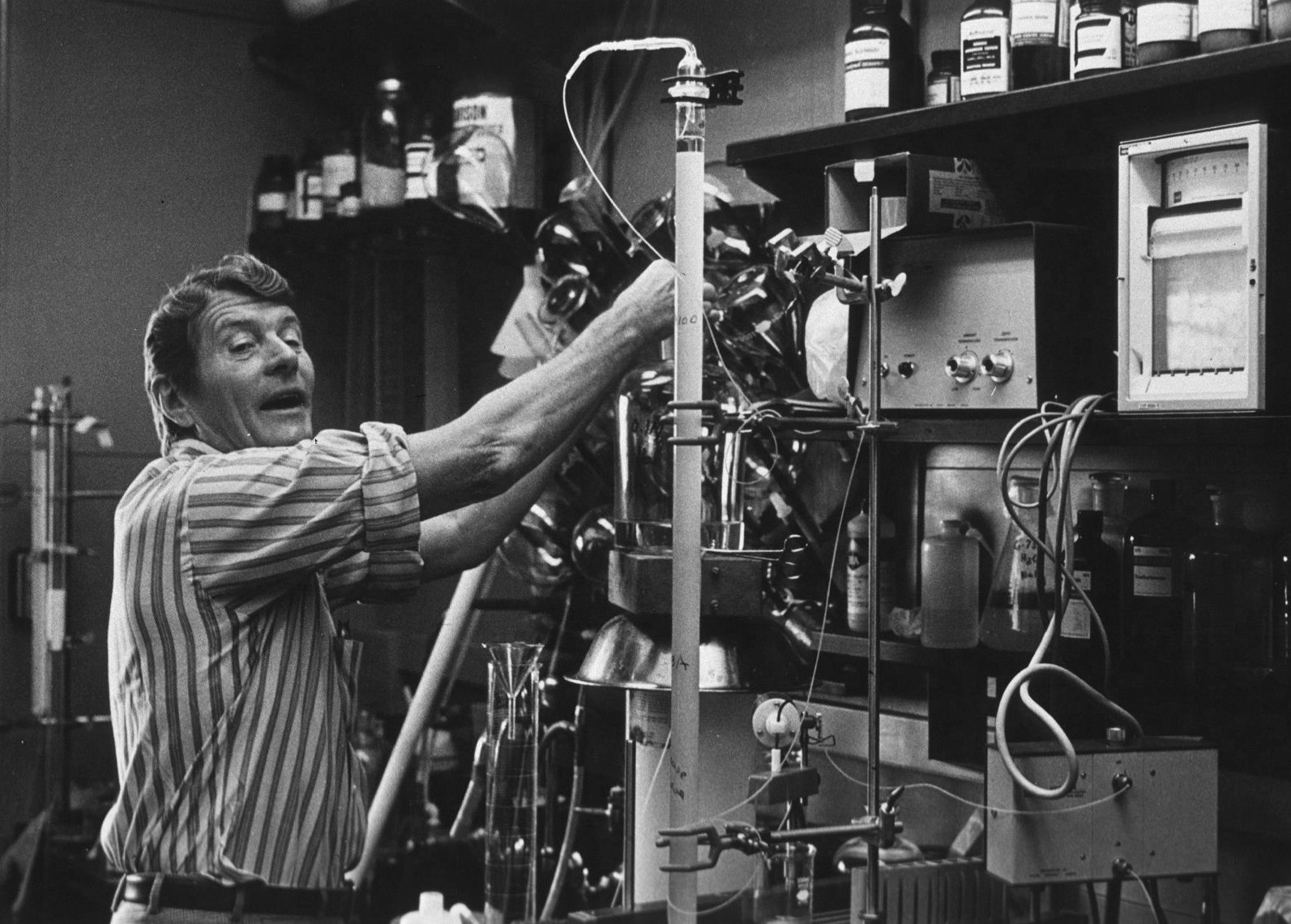
Christian Anfinsen a laboratóriumban

Anfinsen az 50-es évek elejétől a fehérjék szintézisét tanulmányozta radioaktív atomokkal megjelölt aminosavakból, kutatta a koleszterin metabolizmusát és sikeresen tisztította az L-glutaminsav-dehidrogenáz enzimet.
Ekkoriban kezdett foglalkozni az RNS lebontását végző ribonukleáz szerkezetével. Választása azért esett erre az enzimre, mert kicsi volt, eléggé stabil és nagy mennyiségben lehetett izolálni a marhák hasnyálmirigyéből. Különböző fehérjebontó enzimekkel (pepszin, tripszin) kezelte, amelyek olyan kisebb darabokra vágták, amelyeknek a korabeli technikákkal is meg lehetett állapítani az aminosav-szekvenciáját. 1954-ben már közölni tudta az enzim N-végén található négy aminosav sorrendjét. Anfinsen munkáját inspirálta, hogy Frederick Sanger akkoriban határozta meg az inzulin teljes aminosavsorrendjét. Dániai tartózkodása idején is folytatta ezt a munkát és bebizonyította, hogy az enzim katalitikus aktivitásáért annak csak egy kis része felelős.
Miután 1955-ben Koppenhágából hazatért, megtudta, hogy két másik biokémikus, Stanford Moore és William H. Stein jelentős előrehaladást tettek a ribonukleáz 124 aminosavból álló szekvenciájának meghatározásában. Ahelyett, hogy versenyezni kezdett volna velük, Anfinsen kutatásait inkább a fehérjeszerkezet és a biológiai funkció közötti kapcsolatra fókuszálta. Proteolitikus kísérleteivel meghatározta, hogy mely aminosavak alapvetőek az enzimatikus működéshez. Azt is meghatározta, hogy a másodlagos szerkezetet összetartó négy diszulfid híd közül melyikre van feltétlenül szükség a katalitikus aktivitáshoz.
Az ő nevéhez kötődik az ún. Anfinsen-dogma, miszerint a fehérjék másodlagos szerkezetét egyedül az aminosav-szekvenciájuk határozza meg. A 60-as években laboratóriumában meghatározták a β-galaktozidáz és egy bakteriális nukleáz szerkezetét is: ennek során először alkalmazták fehérjetisztításra az affinitáskromatográfiás módszert. A módszer leírása lett Anfinsen legtöbbet idézett cikke (a Nobel-díj átvételi előadásán kívül). A 70-es években munkatársaival együtt elsőként szekvenálta meg az interferon egyik alegységét. 

## Díjai
Christian Anfinsen 1972-ben elnyerte a kémiai Nobel-díjat a ribonukleázzal végzett munkájáért. Ő a pénzdíj felét kapta, a másik felén Stanford Moore és William H. Stein osztozott. Nyolc egyetem választotta díszdoktorává, tagja volt az Amerikai Filozófiai Társaságnak, az Amerikai Tudományos Akadémiának, a Királyi Dán Akadémiának és a Pápai Tudományos Akadémiának. 1971-72-ben ő volt az elnöke az Amerikai Biokémiai és Molekuláris Biológiai Társaságnak.

## Nézetei

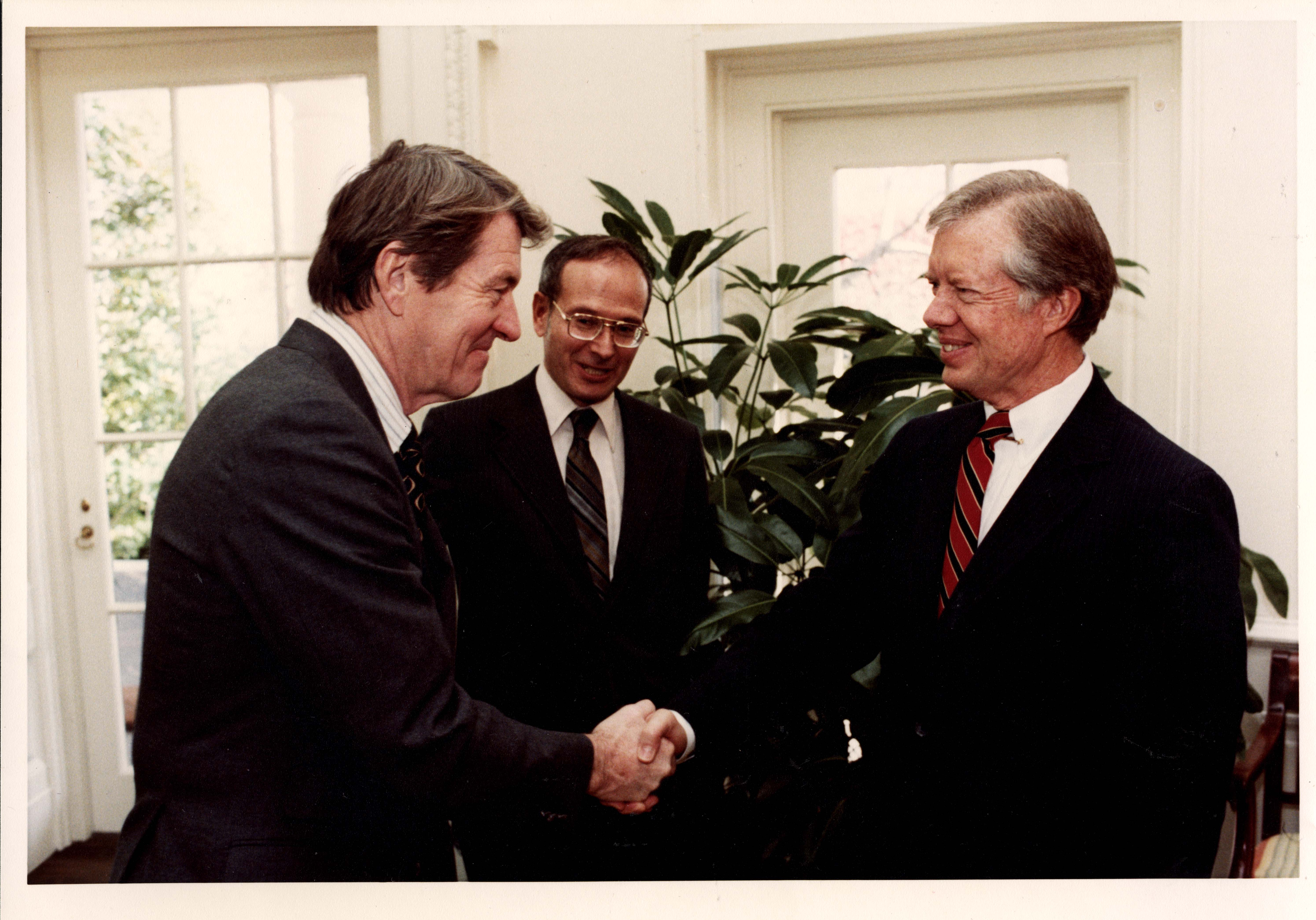
Christian Anfinsen és Jimmy Carter

Anfinsen az 50-es évektől kezdődően részt vett politikai kampányokban. Aláírta Linus Pauling nyílt levelét, melyben a légköri nukleáris tesztrobbantások beszüntetését követelte. Ellenezte a vietnámi háborút és 1969-ben Marshall Nirenberggel együtt levelet írt a brazil kormánynak, amelyben tiltakoztak neves tudósok elbocsátása miatt. 1973-ban más kutatókkal együtt levelet írt Nixon elnöknek, melyben kérték, hogy adjanak vízumot a Szovjetunióba látogató tudósoknak és növeljék a tudományos együttműködést a két ország között.
1981 és 1989 között Anfinsen volt az Amerikai Tudományos Akadémia emberijogi bizottságának elnöke. Szerette a klasszikus zenét, zongorán és brácsán is játszott; ezenkívül szívesen vitorlázott.
1979-ben, miután feleségül vette Libby Shulman Elyt, áttért a judaizmusra. Korábban is sok szál fűzte Izraelhez, több évet töltött a Weizmann Intézetben. Anyai nagyanyja is zsidó volt, akinek családja eltűnt, miután a nácik megszállták Norvégiát. 

## Családja
Anfinsen 1941-ben vette feleségül Florence Kenengert, akitől két lánya (Carol és Margot), valamint egy fia (Christian) született. 1978-ban elváltak és egy évvel később másodszor is megházasodott, Libby Shulman Elyt vette el.
Christian Anfinsen 1995. május 14-én halt meg szívroham következtében, 79 éves korában. 